# Selwyn (Nouvelle-Zélande)
Selwyn est un village du district de Selwyn dans la région de Canterbury, dans l’Île du Sud de la Nouvelle-Zélande.

## Population
Il fut fondé en 1860 avec une population qui a atteint 2 000 personnes mais actuellement n’a plus que quelques maisons.

## Situation
La ville de Selwyn est localisée à 37 km au sud-ouest de Christchurch  et à 4 km au nord-est de celle de Dunsandel .

## Toponymie
Le capitaine Joseph Thomas (en), géomètre en chef de l’Association de Canterbury, dénomma la rivière Waikirikiri/Selwyn  d’après le nom de Bishop Selwyn : le premier évêque (en) anglican de Nouvelle-Zélande .
Le centre-ville, le district de Selwyn et le électorat de Selvyn (en) utilisèrent plus tard le même nom .

## Géographie et transport
La ville de Selwyn est située juste au sud de la rivière Selwyn / Waikirikiri et est sujette à des inondations occasionnelles.
Elle s’établit autour du trajet de la ligne de la ligne principale de l’Île du sud (en), qui était planifiée pour l’année 1860, mais le chemin de fer atteignit la ville seulement pour la première fois en 1867.
La plupart du temps, la rivière pouvait être traversée à gué et le pont routier ne fut construit qu’en 1927.
Son successeur est un pont, qui maintenant donne le passage au trafic de la State Highway 1/S H1, qui franchit la ligne de chemin de fer au niveau de Selwyn; initialement par  deux passages  à angle droit, qui étaient nécessaires, plus tard remplacés par un virage en S .

## Histoire

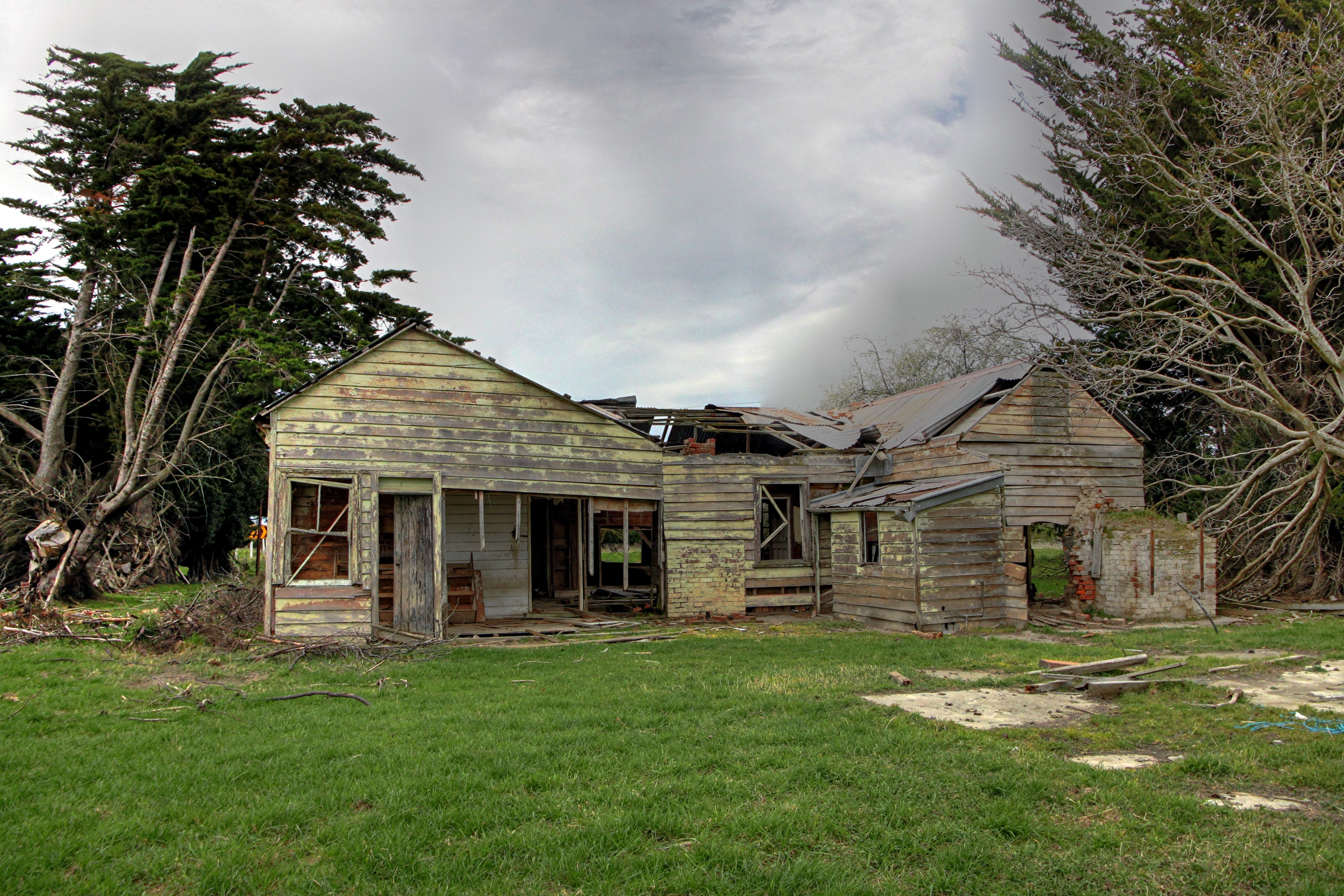
Ruines d’une maison de Selwyn

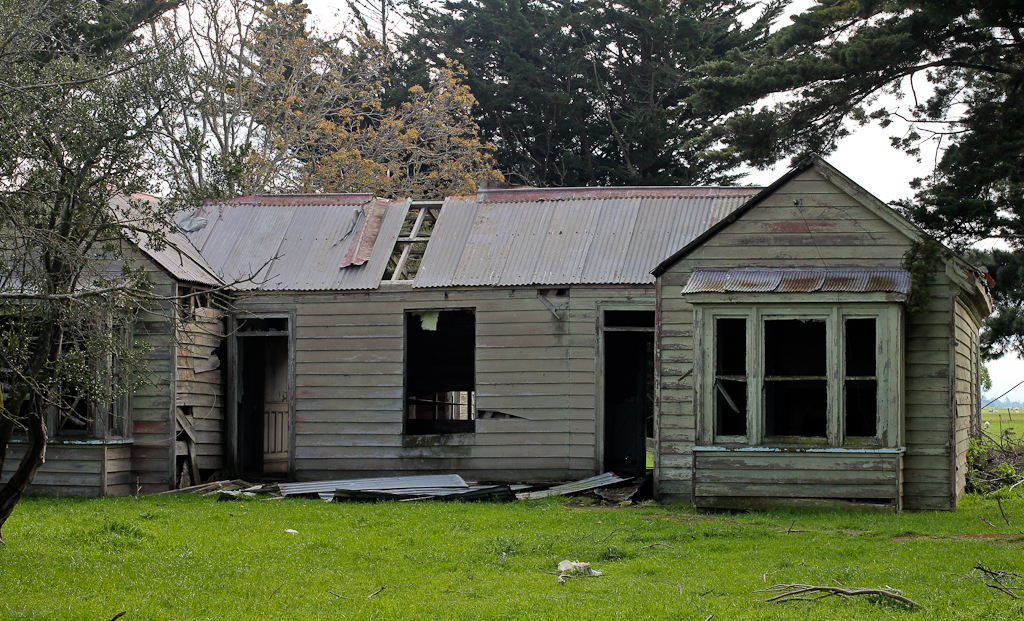
La même maison,vue du côté opposé

Albert Beetham était un ingénieur et contrôleur de Christchurch.
Informé des plans établis pour la ligne de la “Main South railway”, Beetham acheta une pièce de terre d’approximativement 1 km2, de chaque côté du corridor publié au journal official.
Il la subdivisa en 470 sections pour une population cible de 2 000 habitants et fournit  deux squares réservés pour la ville: le « Victoria Square » et le « Market Square ».
Le chemin de fer atteint ensuite la ville de Rolleston en octobre 1866, puis la rive nord de la rivière Selwyn le 7 octobre 1867, et la gare de Selwyn via un pont jeté au-dessus de la rivière Selwyn le 16 décembre 1867.
Le pont initial fut semble-t-il détruit par une inondation le 4 février 1868.
Les piliers en briques utilisés pour le pont original furent remplacés par des piles lors de la reconstruction.
Du fait de problèmes financiers au niveau du Conseil de la province de Canterbury (en), Selwyn resta le terminus de la ligne pendant quelques années .
Pendant un certain temps, la demande pour des parcelles dans Selwyn fut forte et des spéculateurs commencèrent même à acheter des terrains.
À un certain moment, la ville de Selwyn avait un maréchal-ferrant, un bottier, un boucher, un sellier, et les équipements comportaient une pension de famille, un saloon avec billard, un hôtel avec une écurie et quelques magasins.
La cour du chemin de fer était un dépôt de matériel de construction géré par le «Conseil Provincial».
L’importance de selwyn's décrut quand la ligne de chemin de fer atteint la rive sud de la rivière Rakaia, où la ville de Rakaia fut fondée .
Le pont de la rivière Rakaia fut réellement inauguré par le superintendant provincial, William Rolleston (en), le 29 mai 1873 .
Un problème beaucoup plus grand fut de dominer les inondations.
De nombreux résidents durent quitter Selwyn pour la ville voisine de Rakaia.
Même l’hôtel lui-même fut transféré aux environs de l’année 1900, à Dunsandel. Aujourd’hui, Selwyn n’a pas plus que 10 maisons, avec de nombreux cottages abandonnés, mais toujours visibles.
Selwyn célébrera son 150 e anniversaire en septembre 2012 